# Cleora transfixaria
Cleora transfixaria là một loài bướm đêm trong họ Geometridae.